# Gare de Fronville - Saint-Urbain
La gare de Fronville - Saint-Urbain est une gare ferroviaire française de la ligne de Blesme - Haussignémont à Chaumont, située sur le territoire de la commune de Fronville, près de Saint-Urbain-Maconcourt, dans le département de la Haute-Marne en région Grand Est. 
C'est une halte voyageurs de la Société nationale des chemins de fer français (SNCF) desservie par des trains TER Grand Est.

## Situation ferroviaire
Établie à 194 mètres d'altitude, la gare de Fronville - Saint-Urbain est située au point kilométrique (PK) 268,680 de la ligne de Blesme - Haussignémont à Chaumont, entre les gares de Joinville et de Donjeux.

## Fréquentation
Selon les estimations de la SNCF, la fréquentation annuelle de la gare figure dans le tableau ci-dessous
.
| Année     | 2015 | 2016 | 2017 | 2018 | 2019  | 2020  | 2021 | 2022 | 2023 | 2024 |
| --------- | ---- | ---- | ---- | ---- | ----- | ----- | ---- | ---- | ---- | ---- |
| Voyageurs | 661  | 587  | 287  | 630  | 1 526 | 1 289 | 514  | 333  | 299  | 276  |

## Service des voyageurs

### Accueil
Arrêt Routier

### Desserte
Fronville - Saint-Urbain était desservie par les trains TER Grand Est qui effectuent des missions entre les gares de Saint-Dizier et de Chaumont.

### Intermodalité
Le stationnement des véhicules est possible à proximité. Elle est desservie par des cars TER Grand Est de la ligne Joinville - Chaumont.